# 川畑一志
川畑 一志（かわばた いっし、1989年〈平成元年〉8月21日 - ）は、日本テレビのアナウンサー。2023年以降は、コンテンツ戦略局のアナウンス部員と社長室の新規事業部員を兼務している（詳細後述）。

## 来歴
埼玉県狭山市立山王中学校から開成高等学校を経て、慶應義塾大学経済学部に進学。高校2年時の2007年に、第20回『ジュノン・スーパーボーイ・コンテスト』へ出場したところ、ファイナリストに選ばれた。本人によれば、このコンテストは「たくさんの出会いをくれた場所」とのことで、最終審査では「特技」というジャグリングを披露。大学生時代には、学業と並行しながら、「ニチエンプロダクション（日本テレビの関連会社）所属のタレント」として『ごくせん THE MOVIE』（2009年公開）などに出演していた。
大学卒業後の2013年4月1日付で、アナウンサーとして日本テレビに入社。5月31日の午前中には、同期入社の郡司恭子・後藤晴菜・中島芽生と揃って、『ZIP!』と『スッキリ!!』（いずれも全国ネット向けの生放送番組）で「初鳴き」（番組デビュー）を果たした。その後は、スポーツアナウンサーとして活動している。
2015年1月5日から2017年3月31日まで、『news every.』のスポーツキャスターを担当。関東ローカルパートにおけるエンディングでは、前任者の山本紘之（先輩に当たるスポーツアナウンサー）に倣って、手作りのイラストやメッセージボードを放送終了時刻までの4秒間（いわゆる「エンド4秒」）で披露していた。また、2017年4月7日から2018年9月29日までは、『NEWS ZERO』でも金曜日にスポーツキャスターを担当している。
2018年2月に結婚。同年11月15日からは、スポーツアナウンサーとしての活動を続けながら、『キユーピー3分クッキング』（日本テレビ制作版）のアシスタントを務めている。「男性のアシスタント」としては5代目で、かつては山本紘之も名を連ねていた。また、2020年10月3日からは、郡司とのコンビで『夜バゲット』（関東ローカル番組）のMCを担当している。

## 人物
埼玉県出身。
身長172cm。
趣味はロードバイク、映画鑑賞、現代美術鑑賞、筋力トレーニング、カラオケ。特技はタップダンス、サッカー、演技、料理。資格は普通自動車運転免許、日本漢字能力検定2級、ニュース時事能力検定準2級を所持。
日本テレビの入社前（タレント時代）に出演していた『ごくせん THE MOVIE』（同社が3シーズンにわたって制作していた連続ドラマシリーズの「集大成」に当たる実写映画）では、「『ヤンクミ』（仲間由紀恵が扮する高校教師）の教え子の1人」として登場していた。入社後の2019年7月10日に放送された『今夜くらべてみました』で仲間との再会を果たした際には、「（『ごくせん』シリーズ）後半の記憶がちょっと怪しいので、川畑さんのことも覚えていない」と言われながらも、「（ヤンクミ）先生のおかげでアナウンサーになれました!」との言葉で仲間に感謝の意を示していた。もっとも、『ごくせん』では（『THE MOVIE』を含めた）シリーズ全体で、延べ106人が「生徒」を演じている。
日本テレビ入社後の2023年からは、アナウンス部に籍を置きながら、社長室の新規事業部にも所属している。本人が『日テレ アナ・ザ・ワールド!』（日本テレビの現職アナウンサーから週替わりで2名が出演するラジオ日本の番組）の2024年2月17日放送分で明かしたところによれば、「アナウンス業務に就いているのは週の半分で、残りの半分は『新規事業部員』として人材育成関連の事業に携わっている」とのことで、アナウンス部員と新規事業部員を兼務することについては「アナウンス部を外から見ることができるばかりか、（同僚や同業者以外の人々にも伝わるような）言語化をせずに培ってきたアナウンサーとしてのスキルを見直すうえで良い機会になった」と語っている。ちなみに、日本テレビのアナウンス部では、川畑以外にも若干名の部員（郡司などの現職アナウンサー）が社長室の直轄事業へ従事。郡司は新規事業部員として、民放局に勤務する現職の女性アナウンサーでは初めて、女性向けファッションブランド（『Audire』）の開発に漕ぎ着けている。

## 出演

### タレント時代

#### 映画
- ごくせん THE MOVIE（2009年7月公開）

#### テレビドラマ
- NHK時代劇スペシャル 花の誇り（2008年12月）
- ごくせん 卒業スペシャル'09（2009年3月28日、日本テレビ）
- 絶対零度〜未解決事件特命捜査〜 第10話（2010年6月、フジテレビ）
- 満福少女ドラゴネット（2010年7月、tvk）- 倉科健吾 役
- アスコーマーチ〜明日香工業高校物語〜 第1話（2011年4月、テレビ朝日）
- 華和家の四姉妹 第2,4話（2011年7月、TBS）
- 仮面ライダーフォーゼ第30,31,32話（2011年12月、テレビ朝日）- 網島茂 役

#### 舞台
- 音楽劇『ガラスの仮面〜二人のヘレン〜』（2010年）

#### CM
- 大洋薬品工業（現・武田テバファーマ）
- hoyu rexy「夏だから、染め染めしよ」篇

#### 雑誌
- JUNON（主婦と生活社）

#### その他
- Benesse EVERES
- バンダイ（ドラゴンボールヒーローズ）- バトルナビゲーター ヒロ役

### アナウンサー時代

#### テレビ番組
太字は、出演中
- ZIP!
  - 初鳴き（2013年5月31日）
  - 水曜フィールドキャスター（2013年6月19日 - 2014年3月26日）
  - 安藤翔の代理（2013年8月6日・30日・9月20日・11月15日・12月6日、2014年1月7日・5月26日・6月10日・17日・24日・7月8日・8月4日・11日）
  - 郡司恭子の代理（2013年8月8日・9月9日・23日・10月7日、2014年1月9日）
  - 木・金曜フィールドキャスター（2014年4月3日 - 9月26日）
  - 安村直樹の代理（2014年6月18日・7月9日・23日・8月13日・9月3日）
  - 月 - 水曜フィールドキャスター（2014年9月29日 - 10月1日）
  - 山﨑誠の代理（2014年10月23日・24日・11月21日）
  - 篠原光の代理（2019年8月13日・14日）[11]
- メレンゲの気持ち（2013年6月29日 - 2014年7月）
- news every.（2015年1月5日 - 2017年3月31日）- スポーツ担当
- NEWS ZERO→news zero
  - 金曜スポーツキャスター（2017年4月7日 - 2018年9月29日[12]）
  - ラルフ鈴木の代理（2018年6月25日 - 28日）
  - 山本紘之の代理（2024年7月12日）
- スポーツ中継
- Oha!4 NEWS LIVE - キャスター
  - 佐藤義朗の代理（2017年9月5日・12日）
  - 水曜担当（2017年10月4日 - 2019年3月27日、2019年10月2日 - 2020年3月25日）
  - 安藤翔の代理（2018年1月23日・3月6日・4月17日・24日・8月28日・9月4日）
  - 山本健太の代理（2018年2月22日・5月3日・10日・8月16日・23日、2019年11月8日、2020年7月10日）
  - 辻岡義堂の代理（2018年3月12日）
  - 安村直樹の代理（2018年10月19日）
  - 木曜担当（2019年4月4日 - 9月26日）
  - 伊藤大海の代理（2019年7月24日）
  - 山﨑誠の代理（2019年8月16日・9月13日、2020年3月12日）
  - 大町怜央の代理（2019年11月26日）
  - 月曜担当（2020年3月30日 - 9月14日）
  - 伊藤遼の代理（2021年5月7日）
  - 中野謙吾の代理（2023年5月3日）
- 3分クッキング（2018年11月15日 - ）- 5代目男性アシスタント
- スッキリ（2019年3月29日・8月6日・8日、2020年2月20日・21日）- 森圭介の代理
- バゲット
  - 隔週月曜レギュラー（2019年4月1日 -  2022年9月26日）
  - 平松修造の代理（2021年9月27日）
  - 月曜VTR企画レギュラー（2022年4月4日 - 2023年3月27日）
- NNNニュースサンデー（2020年4月26日 - 2021年9月5日）- シフト担当
- NNNストレイトニュース
  - 矢島学の代理（2020年8月31日・9月1日・8日、2023年1月9日）
  - 山﨑誠の代理（2023年8月11日）
- 夜バゲット（2020年10月2日 - ）- MC
- 真相報道 バンキシャ!（2021年10月3日 - 2022年9月25日）- ニュースコーナー担当
- news every.サタデー（2021年11月26日、2022年5月28日）- 山本健太の代理
- Going!Sports&News
  - 杉野真実（ニュースコーナー）の代理（2021年12月26日、2022年7月3日）
  - 大町怜央の代理（2022年8月7日）
  - 田辺大智の代理（2022年12月24日）
- 深層NEWS（BS日テレ）- サブキャスター
  - 金曜担当（2022年6月24日 - ）
  - 黒田みゆの代理（2022年12月1日、2023年3月10日）
  - 杉野真実の代理（2023年3月13日）
- ヒルナンデス!（2023年11月23日）- 後呂有紗（ニュースコーナー）の代理
- ズームイン!!サタデー（2024年10月19日）- 伊藤遼（ニュースコーナー）の代理